# Sphaerospora compressa
Sphaerospora compressa is een microscopische parasiet uit de familie Sphaerosporidae. Sphaerospora compressa werd in 1939 beschreven door Noble. 